# Dandelion (película)
Dandelion es una película dramática estadounidense de 2024 escrita y dirigida por Nicole Riegel. Está protagonizada por KiKi Layne, Thomas Doherty, Melanie Nicholls-King, Brady Stablein, Jack Stablein y Grace Kaiser.
Tuvo su estreno mundial en South by Southwest el 10 de marzo de 2024. Fue estrenada en Estados Unidos el 12 de julio de 2024.

## Sinopsis
Dandelion, una cantautora, va a trabajar a Dakota del Sur, donde conoce a Casey, un guitarrista.

## Reparto
- KiKi Layne como Dandelion
- Thomas Doherty como Casey
- Melanie Nicholls-King como Jean
- Brady Stablein
- Jack Stablein
- Grace Kaiser como Grace

## Producción
En octubre de 2022, KiKi Layne y Thomas Doherty se unieron al elenco de la película, con Nicole Riegel como directora a partir de un guion que ella escribió y IFC Films como distribuidora. Aaron Dessner y Bryce Dessner compusieron la banda sonora de la película y la música original.
La fotografía principal concluyó en diciembre de 2022.

## Estreno
Tuvo su estreno mundial en South by Southwest el 10 de marzo de 2024. Fue estrenada en Estados Unidos el 12 de julio de 2024.

## Recepción
Dandelion recibió reseñas generalmente mixtas a positivas de parte de la crítica y de la audiencia. En el sitio web agregador de reseñas Rotten Tomatoes, la película posee una aprobación de 76%, basada en 49 reseñas, con una calificación de 6.5/10, y con un consenso crítico que dice: "Impulsado por el encantador dúo de actuaciones de KiKi Layne y Thomas Doherty, Dandelion es un drama musical ligero pero dulce." De parte de la audiencia tiene una aprobación de 85%, basada en más de 50 votos, con una calificación de 4.4/5.
El sitio web Metacritic le dio a la película una puntuación de 66 de 100, basada en 16 reseñas, indicando "reseñas generalmente favorables", mientras que en el sitio IMDb los usuarios le asignaron una calificación de 5.6/10, sobre la base de más de 213 votos.